# 朝日花奈
朝日 花奈（あさひ かな、1997年7月13日 - ）は、日本の元女性アイドル、女優。千葉県出身。元ラストアイドルのセカンドユニット「Good Tears」のメンバーであり、Tokyo Rocketsにも所属していた。

## 略歴
2歳のころからクラシックバレエを始め、小学生時代はほぼ毎日練習に通っていた。中学3年時にスマイル学園福岡校中等部に加入したが、短期間で解散。その後はMETROPOLIS、少女交響曲〜Girls Symphony〜などのグループで活動した。
2017年3月4日にTokyo Rocketsへ加入。さらに同年、テレビ朝日のオーディション番組『ラストアイドル』に挑戦者として登場し、初戦で敗北するも、セカンドユニット「Good Tears」のメンバーとして活動が決定した。
2020年4月発売のラストアイドル8thシングル「愛を知る」のカップリング曲「壁は続く」でセンターを務めた。2020年12月末をもって、ラストアイドルおよびGood Tearsを卒業し、アイドル活動を引退した。

## 映像作品

### 映画
- 『スリーアウト！ プレイボール篇』（2019年） - 梨乃 役[4]

### イメージDVD
- 『ピュアスマイル』（2013年2月22日、竹書房）[5]
- 『瞬間少女』（2013年8月23日、イーネット・フロンティア）[6]
- 『はかない花』（2015年3月25日、EIC-BOOK）[7]

## 音楽作品
- 『救世主は隣のクラスの陰キャJK』（2022年9月11日、Aui）[8]

架空アニメをテーマとしたイメージアルバムで、配信限定リリース。全3曲を収録。